# Swallowed
«Swallowed» es el primer sencillo de la banda británica de rock alternativo Bush en su segundo álbum Razorblade Suitcase. Fue lanzada en 15 de octubre de 1996. Esta canción, que encabezó la lista Billboard 200. Más tarde se incluyó en el álbum de remix, Deconstructed, el álbum en vivo Zen X Cuatro , y la zarza grandes éxitos compilación. La canción fue incluida en la serie Cold Case y My Mad Fat Diary. Un remix de la canción fue incluida en la película The Jackal.

## Videoclip
El vídeo musical , dirigido por Jamie Morgan, fue filmado en octubre de 1996 y puesto en libertad ese mismo mes, se encuentra en un apartamento retro con los jóvenes alternativas innumerables. Un neón crucifijo (que más tarde se convertirá en la cubierta del álbum Deconstructed) es con frecuencia intercalados entre las travesuras de tener invitados. El vídeo fue grabado en los estudios Twickenham Inglaterra y en Florida.
El vídeo fue nominado para varios MTV Video Music Awards.

## Sencillo
- UK CD 1 sencillo IND95528
  1. «Swallowed» [Radio Edit] - 4:08
  2. «Broken TV» - 4:28
  3. «Glycerine» - 4:26
  4. «In a Lonely Place» - 5:58 (Written by Ian Curtis/Peter Hook/Stephen Morris/Bernard Sumner) Producido por Tricky
- UK CD 2 sencillo INDX95528
  1. «Swallowed» [LP Versión] - 4:53
  2. «Swallowed» [Toasted Both Sides Please Goldie Remix] - 5:50
  3. «Insect Kin» [Live on Saturday Night Live] - 4:09
  4. «Cold Contagious» [16"oz Demo Version] - 5:57
- AUS CD sencillo IND95519 (Cardsleeve)
  1. «Swallowed» [Radio Edit] - 4:22
  2. «Broken TV» - 4:28
  3. «Communicator» - 4:24
  4. «Glycerine» [En vivo en Pinkpop, Holland] - 4:42

## Posiciones
| Lista (1996–97)                       | Posiciones |
| ------------------------------------- | ---------- |
| Australia ARIA Charts                 | 25         |
| Canadian RPM Singles Chart            | 5          |
| Canadian RPM Alternative 30           | 1          |
| Irish Singles Chart                   | 22         |
| Netherlands MegaCharts                | 100        |
| UK Singles Chart                      | 7          |
| U.S. Billboard Hot 100 Airplay        | 27         |
| U.S. Billboard Modern Rock Tracks     | 1          |
| U.S. Billboard Mainstream Rock Tracks | 2          |